# Monica Vogelsang
Monica Vogelsang ist ein deutscher Stummfilm aus dem Jahr 1920 mit Henny Porten in der Titelrolle.

## Handlung
Monica Vogelsang ist die Tochter des angesehenen Ratsherrn Jacobus Vogelsang. Als sie eines Tages den zu Besuch anreisenden Maler Amadeo Vaselli kennenlernt, verliebt sie sich sofort in ihn. Doch da ist noch ein anderer Mann, der allzu leichtsinnige Tagedieb Johannes, der im Hause Vogelsang angestellt ist und längst ebenfalls ein Auge auf die junge Monica geworfen hat. Dieser wird von der Ratsherrntochter zurückgewiesen, und er rächt sich auf seine Weise, in dem er über Monica herzieht und böse Bemerkungen und Andeutungen macht. Johannes versucht, den Konkurrenten auszuschalten, indem er ihm eines Nachts auflauert. Doch es kommt zu einem Handgemenge, bei dem Amadeo Johannes mit einem Dolch niederstreckt.
Amadeo wird verhaftet, und er gesteht die Bluttat. Um ihn vor dem Galgen zu retten, behauptet Monica, dass Amadeo die fragliche Nacht bei ihr gewesen sei. Doch Amadeo bleibt bei seiner gemachten Aussage, und so wird der Künstler in einer Gerichtsverhandlung zum Tode durch den Strang verurteilt. Als letzten Wunsch verlangt er lediglich, Monica noch einmal sehen zu dürfen. Man gewährt ihm die Bitte. Kurz vor seiner Hinrichtung steht ihm Monica Vogelsang ein letztes Mal gegenüber; ein Schleier verhüllt ihr Haupt. Monica bricht zusammen. Als man den Schleier lüftet, sieht man, dass ihr Haar schneeweiß geworden ist. Nach Amadeos Exekution lässt Monica ihm zu Ehren eine Kapelle errichten, die seine letzte Ruhestätte sein soll. Sie steigt hinab zu seinem Grab und gleitet seelisch entkräftet zu Boden. Erst spät wird Amadeo durch den Erzbischof rehabilitiert.

## Produktionsnotizen
Gedreht wurde im Herbst 1919 unter anderem in Rothenburg ob der Tauber. Die Länge betrug 2130 Meter auf sechs Akte, nach Kürzungen 2094 bzw. 2078 Meter. Es wurde Jugendverbot erlassen. Die Uraufführung fand am 2. Januar 1920 statt. Die Bauten schuf Kurt Dürnhöfer.

## Kritiken
In Paimann’s Filmlisten ist zu lesen: „Stoff, ebenso wie Spiel, Photos und Spiel prima“.

„‚Monica Vogelsang‘ lehnt sich an Felix Philippis Novelle gleichen Namens an. Mit diesem Film werden wir in die heroische Zeit der Renaissance mit ihren bis in das Bürgertum hineinreichenden Leidenschaften versetzt. Ein Meisterstück der Charakterdarstellung war es, wie Henny Portens hold-naive Kindlichkeit sich zu tatkräftigem Heldentum entwickelte.“